# Irwin Shire
Irwin Shire är en kommun i Western Australia, Australien. Kommunen, som är belägen vid kusten 360 km norr om Perth i regionen Mid West, har en yta på 2 374 km², och en folkmängd på 3 567 enligt 2011 års folkräkning. Huvudort är Dongara.